# جان هامیلتون گوردون
جان هامیلتون گوردون(اوت ۱۸۴۷–۷ مارس ۱۹۳۴) سیاست‌مدار اهل اسکاتلند بود، که به عنوان ارل آوآبردین از سال ۱۸۷۰ تا ۱۹۱۶ شناخته می‌شد.
وی از سمت پادشاهی بریتانیا از سال ۱۸۹۳ تا ۱۸۹۸ به عنوان نماینده بریتانیا در کانادا خدمت می‌کرد.